# Clavularia venustella
Clavularia venustella är en korallart som beskrevs av Madsen 1944. Clavularia venustella ingår i släktet Clavularia och familjen Clavulariidae. Inga underarter finns listade i Catalogue of Life.